# Ulster Grand Prix 1953
De Ulster Grand Prix 1953 was de zesde Grand Prix van het wereldkampioenschap wegrace in het seizoen 1953. De races werden verreden op het Dundrod Circuit, een stratencircuit in County Antrim. In Ulster kwamen alle klassen aan de start: op donderdag 13 augustus reden de 350cc-klasse en de 250cc-klasse tegelijk en daarna de 125cc-klasse. Op zaterdag 15 augustus reden de 500cc-klasse en de zijspanklasse.

## Algemeen
De Ulster Grand Prix was verhuisd van het ene stratencircuit naar het andere, mogelijk om wat bredere wegen te krijgen voor de zijspanklasse. Het Dundrod Circuit lag slechts twee kilometer zuidelijker dan het Clady Circuit. De ACU leek nog steeds vastbesloten er een succesvolle Grand Prix van te maken. Ze werd zelfs uitgebreid met de zijspannen en in de 125cc-race kreeg men het recordaantal van negen deelnemers aan de start. De Nieuw-Zeelander Ken Mudford had een goede week: als privérijder toegevoegd aan het Norton-team scoorde hij een punt in de 500cc-race en won hij de 350cc-race.

## 500cc-klasse
De overwinning van Ken Kavanagh was belangrijk voor Norton, vooral nu haar beste rijder Ray Amm geblesseerd was. Kavanagh begon zich nu nadrukkelijk met de topposities in het WK te bemoeien, maar Geoff Duke (Gilera) deed met zijn tweede plaats ook goede zaken: hij naderde teamgenoot Reg Armstrong tot op één punt.
| Pos | Coureur            | Merk      | Tijd      | Punten |
| --- | ------------------ | --------- | --------- | ------ |
| 1   | Ken Kavanagh       | Norton    | 2:28"38'0 | 8      |
| 2   | Geoff Duke         | Gilera    | +53'0     | 6      |
| 3   | Jack Brett         | Norton    | +1"25'0   | 4      |
| 4   | Reg Armstrong      | Gilera    | +3"34'0   | 3      |
| 5   | Derek Farrant      | AJS       | +5"02'0   | 2      |
| 6   | Ken Mudford        | Norton    | +1 ronde  | 1      |
| 7   | Rod Coleman        | AJS       | +1 ronde  |        |
| 8   | Louis Carter       | Norton    | +2 ronden |        |
| 9   | Charlie Salt       | BSA       | +3 ronden |        |
| 10  | Harry Pearce       | Matchless | +3 ronden |        |
| 11  | Leslie Dear        | Norton    | +3 ronden |        |
| 12  | Ken Harwood        | AJS       | +3 ronden |        |
| 13  | Douglas Sides      | Velocette | +3 ronden |        |
| 14  | Jack Bailey        | Norton    | +3 ronden |        |
| 15  | Leonard Williams   | Norton    | +3 ronden |        |
| 16  | Arthur Wheeler     | Matchless | +3 ronden |        |
| 17  | Sparks Campbell    | Norton    | +3 ronden |        |
| 18  | Ernie Oliver       | Norton    | +3 ronden |        |
| 19  | Reginald MacDonald | AJS       | +5 ronden |        |
| 20  | Jimmy Hayes        | AJS       | +5 ronden |        |
| 21  | Jimmy Hayes        | AJS       |           |        |
| 22  | Rally Dean         | Norton    |           |        |
| 23  | Robert Browne      | AJS       |           |        |
| 24  | Zachary Dean       | Norton    |           |        |
| 25  | Stanley Williamson | Norton    |           |        |
| 26  | Fred Pusey         | Norton    |           |        |
| 27  | Jackie Joseph Wood | Norton    |           |        |

| Coureur        | Merk      | Oorzaak |
| -------------- | --------- | ------- |
| Bob McIntyre   | Matchless |         |
| Alfredo Milani | Gilera    |         |

| Coureur             | Merk       | Oorzaak    |
| ------------------- | ---------- | ---------- |
| Hermann Paul Müller | MV Agusta  | Teambeleid |
| Bill Doran          | AJS        |            |
| Cecil Sandford      | MV Agusta  | Teambeleid |
| Dickie Dale         | Gilera     |            |
| Fergus Anderson     | Moto Guzzi |            |
| Peter Davey         | Norton     |            |
| Tommy Wood          | Norton     |            |
| Carlo Bandirola     | MV Agusta  | Teambeleid |
| Giuseppe Colnago    | Gilera     |            |
| Libero Liberati     | Gilera     |            |
| Nello Pagani        | Gilera     |            |
| Ray Amm             | Norton     | Blessure   |

### Top tien tussenstand 500cc-klasse
| Pos | Coureur          | Merk   | Ptn |
| --- | ---------------- | ------ | --- |
| 1   | Reg Armstrong    | Gilera | 23  |
| 2   | Geoff Duke       | Gilera | 22  |
| 3   | Ken Kavanagh     | Norton | 18  |
| 4   | Ray Amm          | Norton | 14  |
| 5   | Jack Brett       | Norton | 13  |
| 6   | Alfredo Milani   | Gilera | 12  |
| 7   | Rod Coleman      | AJS    | 7   |
| 8   | Giuseppe Colnago | Gilera | 3   |
| 8   | Bill Doran       | AJS    | 3   |
| 10  | Derek Farrant    | AJS    | 2   |

## 350cc-klasse
In de 350cc-klasse kwamen weinig toprijders aan de start. Ken Kavanagh en Jack Brett vielen uit, evenals Alano Montanari, die normaal alleen in de 250cc-klasse aantrad. Zo kon het gebeuren dat een groot aantal rijders zijn eerste punten van het seizoen scoorde: winnaar Ken Mudford, Bob McIntyre, Harry Pearce, Malcolm Templeton en Ken Harwood. In de top vijf van het wereldkampioenschap veranderde dan ook niets.
| Pos | Coureur           | Merk      | Tijd      | Punten |
| --- | ----------------- | --------- | --------- | ------ |
| 1   | Ken Mudford       | Norton    | 2:28"18'0 | 8      |
| 2   | Bob McIntyre      | AJS       |           | 6      |
| 3   | Rod Coleman       | AJS       |           | 4      |
| 4   | Harry Pearce      | Velocette |           | 3      |
| 5   | Malcolm Templeton | AJS       |           | 2      |
| 6   | Ken Harwood       | AJS       |           | 1      |

| Coureur         | Merk       | Oorzaak |
| --------------- | ---------- | ------- |
| Ken Kavanagh    | Norton     |         |
| Jack Brett      | Norton     |         |
| Alano Montanari | Moto Guzzi |         |

| Coureur           | Merk       | Oorzaak   |
| ----------------- | ---------- | --------- |
| Ernie Ring (†)    | AJS        | Overleden |
| Ray Amm           | Norton     | Blessure  |
| Fergus Anderson   | Moto Guzzi | [ 4 ]     |
| Enrico Lorenzetti | Moto Guzzi | [ 4 ]     |

| Coureur         | Merk       |
| --------------- | ---------- |
| Tony McAlpine   | Norton     |
| Josef Albisser  | Norton     |
| August Hobl     | DKW        |
| Karl Hofman     | DKW        |
| Pierre Monneret | AJS        |
| Bill Doran      | AJS        |
| Derek Farrant   | AJS        |
| Tommy Wood      | Norton     |
| Duilio Agostini | Moto Guzzi |
| Leo Simpson     | AJS        |
| Ray Laurent     | AJS        |

### Top tien tussenstand 350cc-klasse
| Pos | Coureur           | Merk       | Ptn |
| --- | ----------------- | ---------- | --- |
| 1   | Fergus Anderson   | Moto Guzzi | 20  |
| 2   | Ray Amm           | Norton     | 18  |
| 2   | Enrico Lorenzetti | Moto Guzzi | 18  |
| 4   | Ken Kavanagh      | Norton     | 12  |
| 5   | Jack Brett        | Norton     | 9   |
| 6   | Ken Mudford       | Norton     | 8   |
| 7   | Pierre Monneret   | AJS        | 6   |
| 7   | Bob McIntyre      | AJS        | 6   |
| 9   | Rod Coleman       | AJS        | 5   |
| 10  | Bill Doran        | AJS        | 3   |
| 10  | Josef Albisser    | Norton     | 3   |
| 10  | Harry Pearce      | Velocette  | 3   |

## 250cc-klasse

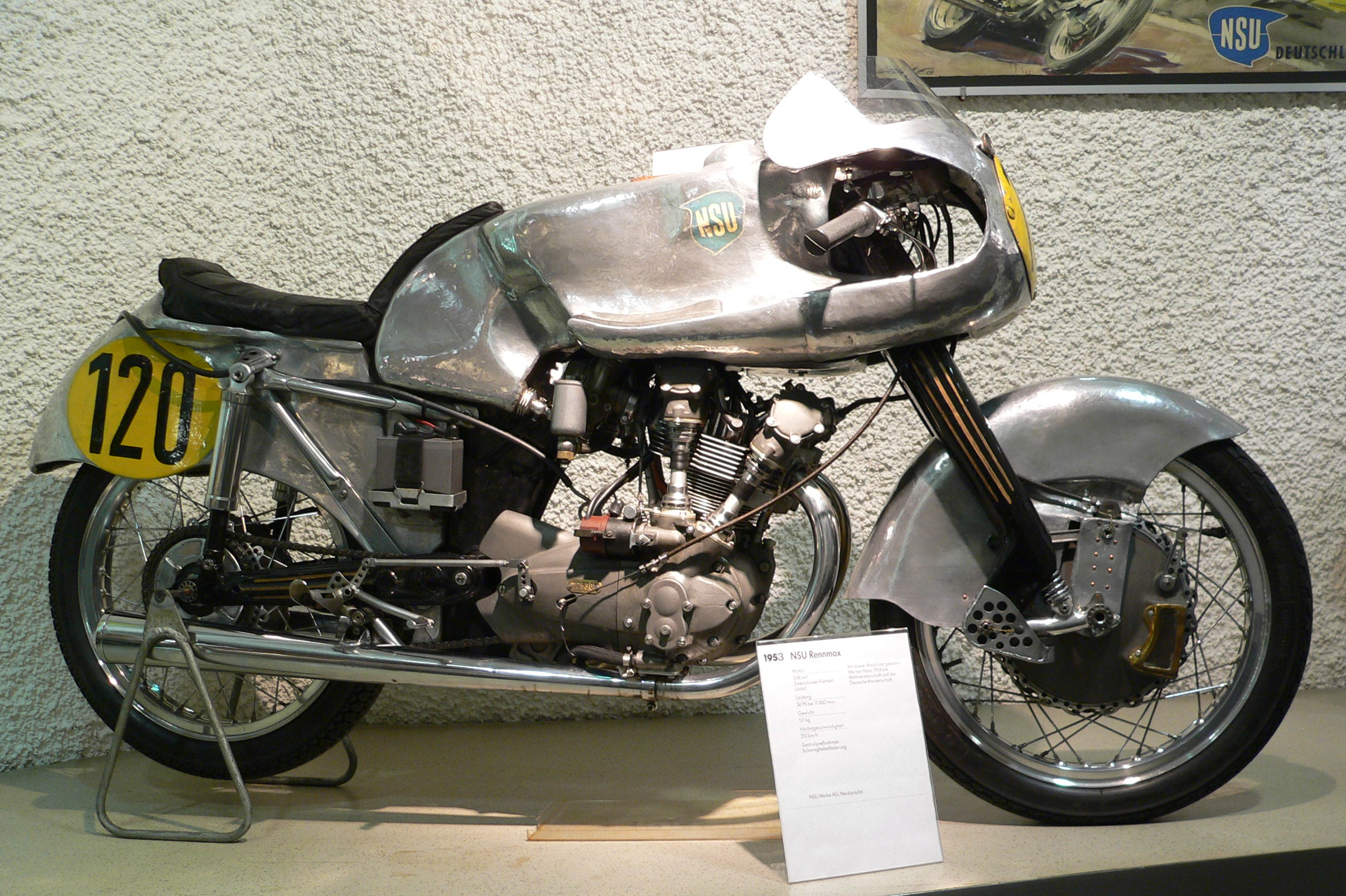
NSU Rennmax zoals Reg Armstrong, Otto Daiker en Werner Haas gebruikten.

Dichter bij een thuisoverwinning kon een Ierse coureur als Reg Armstrong niet komen, maar dat had absoluut geen invloed op de stand in de 250cc-klasse. Werner Haas versloeg zijn grootste concurrent Fergus Anderson en liep zelfs nog uit in de totaalstand.
| Pos | Coureur           | Merk       | Tijd     | Punten |
| --- | ----------------- | ---------- | -------- | ------ |
| 1   | Reg Armstrong     | NSU        | 2:16"3'0 | 8      |
| 2   | Werner Haas       | NSU        |          | 6      |
| 3   | Fergus Anderson   | Moto Guzzi |          | 4      |
| 4   | Enrico Lorenzetti | Moto Guzzi |          | 3      |
| 5   | Otto Daiker       | NSU        |          | 2      |
| 6   | Arthur Wheeler    | Moto Guzzi |          | 1      |

| Coureur      | Merk       | Oorzaak |
| ------------ | ---------- | ------- |
| Ken Kavanagh | Moto Guzzi | [ 6 ]   |

| Coureur           | Merk       |
| ----------------- | ---------- |
| Rupert Hollaus    | Moto Guzzi |
| Sid Willis        | Velocette  |
| August Hobl       | DKW        |
| Siegfried Wünsche | DKW        |
| Walter Reichert   | NSU        |
| Wolfgang Brand    | NSU        |
| Tommy Wood        | Moto Guzzi |
| Alano Montanari   | Moto Guzzi |
| Umberto Masetti   | NSU        |

### Top tien tussenstand 250cc-klasse
| Pos | Coureur           | Merk       | Ptn |
| --- | ----------------- | ---------- | --- |
| 1   | Werner Haas       | NSU        | 28  |
| 2   | Fergus Anderson   | Moto Guzzi | 18  |
| 3   | Reg Armstrong     | NSU        | 12  |
| 4   | Siegfried Wünsche | DKW        | 6   |
| 4   | Alano Montanari   | Moto Guzzi | 6   |
| 4   | Enrico Lorenzetti | Moto Guzzi | 6   |
| 7   | August Hobl       | DKW        | 5   |
| 8   | Arthur Wheeler    | Moto Guzzi | 4   |
| 8   | Otto Daiker       | NSU        | 4   |
| 10  | Walter Reichert   | NSU        | 3   |

## 125cc-klasse

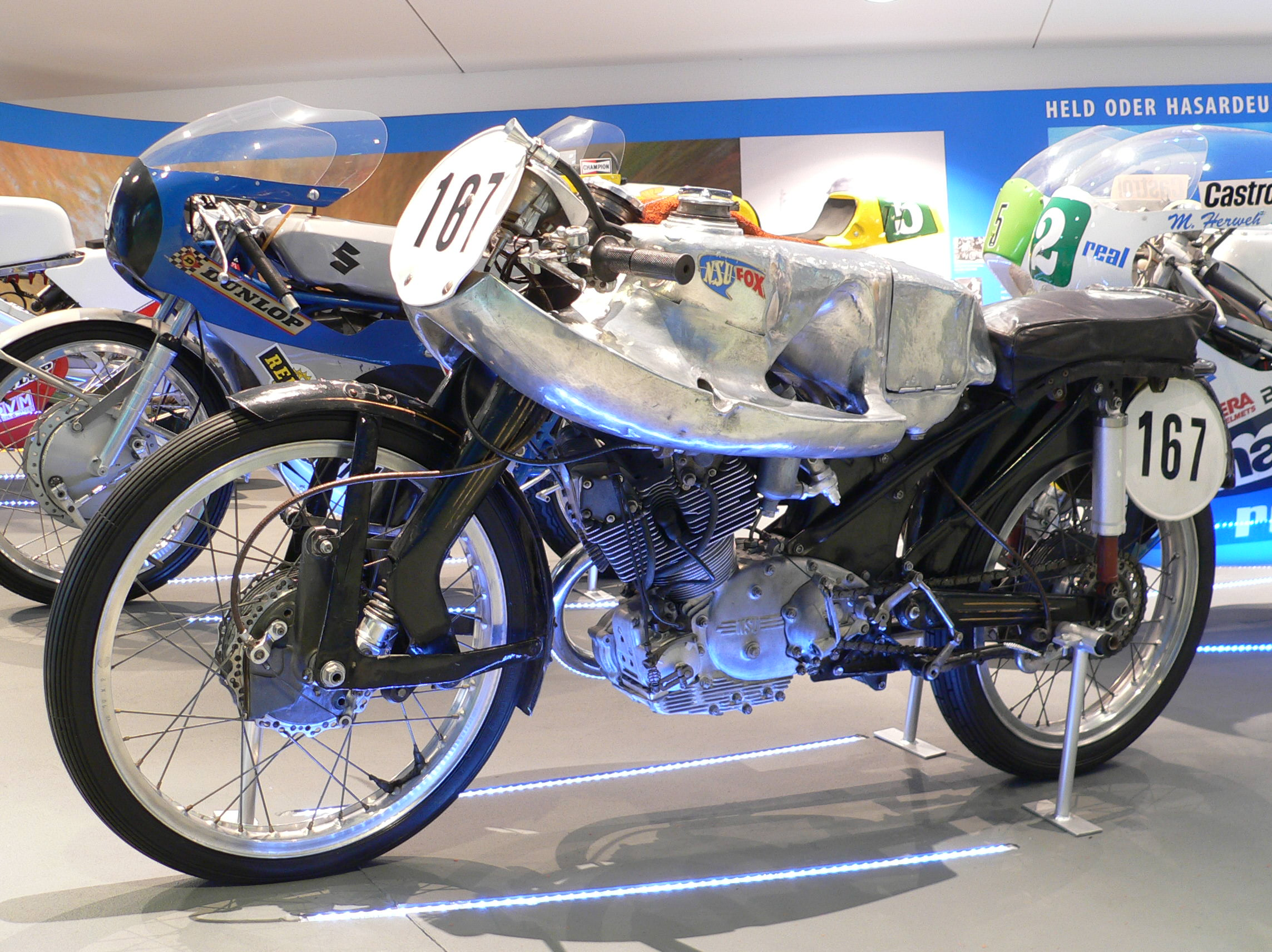
NSU Rennfox zoals Reg Armstrong, Otto Daiker en Werner Haas gebruikten.

Nog steeds kon men het startveld voor de 125cc-klasse in Ulster niet vullen. Dit jaar waren er negen deelnemers en dat was een recordaantal. Door zijn overwinning had Werner Haas de wereldtitel op een haar na binnen. Alleen Cecil Sandford kon hem theoretisch nog bedreigen.
| Pos | Coureur        | Merk      | Tijd    | Punten |
| --- | -------------- | --------- | ------- | ------ |
| 1   | Werner Haas    | NSU       | 59"26'0 | 8      |
| 2   | Cecil Sandford | MV Agusta |         | 6      |
| 3   | Reg Armstrong  | NSU       |         | 4      |
| 4   | Otto Daiker    | NSU       |         | 3      |
| 5   | Tito Forconi   | MV Agusta |         | 2      |
| 6   | Karl Lottes    | MV Agusta |         | 1      |

| Coureur       | Merk      | Oorzaak |
| ------------- | --------- | ------- |
| Angelo Copeta | MV Agusta |         |

| Coureur        | Merk      | Oorzaak   |
| -------------- | --------- | --------- |
| Les Graham (†) | MV Agusta | Overleden |

| Coureur          | Merk      |
| ---------------- | --------- |
| Rupert Hollaus   | NSU       |
| Georg Braun      | Mondial   |
| Walter Reichert  | NSU       |
| Wolfgang Brand   | NSU       |
| Marcello Cama    | Montesa   |
| Arnold Jones     | MV Agusta |
| Bill Webster     | MV Agusta |
| Fron Purslow     | MV Agusta |
| Carlo Ubbiali    | MV Agusta |
| Emilio Mendogni  | Morini    |
| Luigi Zinzani    | Morini    |
| Paolo Campanelli | MV Agusta |
| Drikus Veer      | Morini    |
| Lo Simons        | Mondial   |

### Top tien tussenstand 125cc-klasse
| Pos | Coureur         | Merk      | Ptn |
| --- | --------------- | --------- | --- |
| 1   | Werner Haas     | NSU       | 28  |
| 2   | Carlo Ubbiali   | MV Agusta | 14  |
| 2   | Cecil Sandford  | MV Agusta | 14  |
| 4   | Les Graham (†)  | MV Agusta | 8   |
| 5   | Otto Daiker     | NSU       | 7   |
| 6   | Angelo Copeta   | MV Agusta | 6   |
| 7   | Reg Armstrong   | NSU       | 4   |
| 8   | Luigi Zinzani   | Morini    | 3   |
| 9   | Arnold Jones    | MV Agusta | 2   |
| 9   | Drikus Veer     | Morini    | 2   |
| 9   | Bill Webster    | MV Agusta | 2   |
| 9   | Karl Lottes     | MV Agusta | 2   |
| 9   | Tito Forconi    | MV Agusta | 2   |
| 9   | Walter Reichert | NSU       | 2   |

## Zijspanklasse
Ook de zijspanklasse was in Ulster niet ruim bezet met slechts zeven deelnemende combinaties, waarvan er slechts vijf de finish bereikten. Bij de twee uitvallers waren Eric Oliver en Stanley Dibben, die tot dat moment om de leiding vochten met Cyril Smith/Les Nutt. Die laatsten namen met hun "normale" Norton Manx-Watsonian-combinatie de leiding in het kampioenschap, voor Oliver/Dibben met de experimentele Norton Silver Fish.
| Pos | Coureur       | Bakkenist          | Merk   | Tijd    | Punten |
| --- | ------------- | ------------------ | ------ | ------- | ------ |
| 1   | Cyril Smith   | Les Nutt           | Norton | 57"12'0 | 8      |
| 2   | Pip Harris    | Ray Campbell       | Norton |         | 6      |
| 3   | Jacques Drion | Inge Stoll-Laforge | Norton |         | 4      |
| 4   | Trevor Bounds | Rob Kings          | Norton |         | 3      |
| 5   | Fron Purslow  | Dave Key           | BSA    |         | 2      |

| Coureur     | Bakkenist      | Merk             | Oorzaak |
| ----------- | -------------- | ---------------- | ------- |
| Eric Oliver | Stanley Dibben | Norton-Watsonian |         |

| Coureur          | Bakkenist                       | Merk   |
| ---------------- | ------------------------------- | ------ |
| Julien Deronne   | Bruno Leys                      | Norton |
| Marcel Masuy     | Jules Nies                      | Norton |
| Hans Haldemann   | Josef Albisser                  | Norton |
| Fritz Hillebrand | Manfred Grunwald en Georg Barth | BMW    |
| Wiggerl Kraus    | Bernhard Huser                  | BMW    |
| Wilhelm Noll     | Fritz Cron                      | BMW    |
| Jean Murit       | Francis Flahaut                 | Norton |
| Len Taylor       | Peter Glover                    | Norton |

### Top tien tussenstand zijspanklasse
| Pos | Coureur        | Bakkenist          | Merk             | Ptn |
| --- | -------------- | ------------------ | ---------------- | --- |
| 1   | Cyril Smith    | Les Nutt           | Norton-Watsonian | 20  |
| 2   | Eric Oliver    | Stanley Dibben     | Norton-Watsonian | 16  |
| 3   | Hans Haldemann | Josef Albisser     | Norton           | 6   |
| 3   | Pip Harris     | Ray Campbell       | Norton           | 6   |
| 5   | Marcel Masuy   | Jules Nies         | Norton           | 5   |
| 6   | Wiggerl Kraus  | Bernhard Huser     | BMW              | 4   |
| 6   | Jacques Drion  | Inge Stoll-Laforge | Norton           | 4   |
| 8   | Julien Deronne | Bruno Leys         | Norton           | 3   |
| 8   | Trevor Bounds  | Rob Kings          | Norton           | 3   |
| 10  | Fron Purslow   | Dave Key           | BSA              | 2   |